# Конвой JW 59
Конвой JW 59 (англ. Convoy JW 59) — арктичний конвой транспортних і допоміжних суден у кількості 40 суден, який у супроводженні союзних кораблів ескорту прямував від берегів Шотландії та Ісландії до радянських портів Мурманськ і Архангельськ. Конвой вийшов 15 серпня з Лох Ю. Під час переходу морем конвой піддався атакам німецьких підводних човнів, втративши при цьому один бойовий корабель, шлюп «Кайт». Крігсмаріне зазнало загибель однієї субмарини. 25 серпня 1944 року конвой JW 59 прибув до Кольської затоки.

## Історія
Конвой JW 59 складався з 35 вантажних суден, які 15 серпня 1944 року вирушили з озера Лох Ю у напрямку Мурманська. Безпосередню охорону конвою забезпечували ескортні авіаносці «Віндекс» і «Страйкер», крейсер «Джамайка» та есмінці «Мілн», «Марна», «Метеор», «Маскітер» і «Капріс». Супроводження здійснювали 20-та і 22-га ескортні групи супроводу з есмінцями «Кеппель» і «Вайтхолл», шлюпами «Сігнет», «Кайт», «Мермейд», «Пікок», фрегатом «Лох-Дунвеган» і корветами «Блюбелл», «Камеллія», «Шерлок», «Ханісакл» і «Оксліп». На північ від конвою рушила також радянська група бойових кораблів на чолі з лінкором «Архангельськ» (колишній «Роял Соверін») і есмінцями «Жаркий», «Живучий», «Жгучий», «Жесткий», «Дерзкий», «Доблестний», «Достойний» і «Деятельний».
У той же час дві британські авіаносні групи діяли в цьому районі, готуючись до проведення чергової операції з повітряного нальоту на німецький лінкор «Тірпіц». Це була група, яка включала авіаносці «Індіфатігебл», «Фомідебл» і «Ф'юріос», лінкор «Дюк оф Йорк», важкі крейсери «Девоншир», «Бервік» і 14 есмінців.

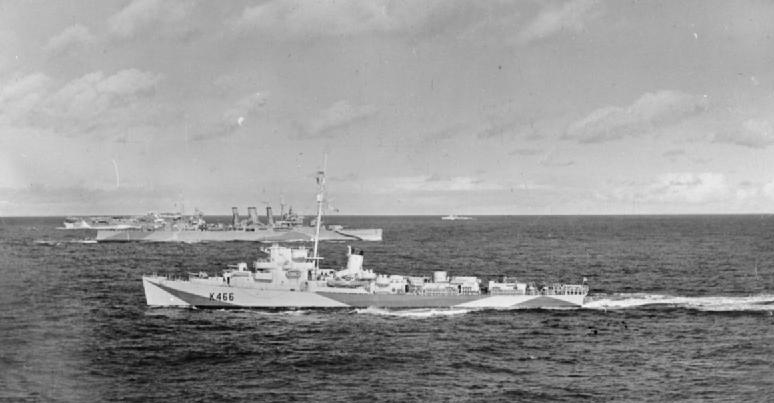
Фрегат «Бікертон» (на передньому плані) під час супроводу авіаносця «Трампітер» та важкого крейсера «Кент» незадовго до того, як загинув. Серпень 1944

Друга група складалася з ескортних авіаносців «Трампітер», «Набоб» (з канадським екіпажем) і 5-ї ескортної групи з фрегатами «Бікертон», «Ейлмер», «Блай», «Гарліс», «Крітс» і «Кемпторн». Одинадцять американських мисливців за підводними човнами також рушили для передачі флоту Радянського Союзу. З 24 серпня радянська супровідна група у складі есмінців «Баку», «Гремящий», «Громкий» і «Розумний», двох сторожових кораблів, чотирьох тральщиків і чотирьох мисливців за підводними човнами посилила супровід. Як і інші конвої, радянські підводні човни діяли на виходах з норвезьких фіордів. Ситуацію на вході до Лаксе-фіорда контролював Л-15, С-51 — біля Нордкіна, С-104 — на Маккаурі, С-103 — на Конгсфіорді, С-15 — на Танафіорді та М-201 — на Сильтефіорді.
20 серпня 1944 року конвой був виявлений патрульним Ju 88 на схід від Ян-Маєна, який повідомив про це 5-те авіаційне командування. 21 серпня «вовча зграя» підводних човнів «Труц» у складі U-344, U-668, U-394, U-363 і U-997 наздогнала транспорти. U-344 потопив шлюп «Кайт» і через день був знищений північно-західніше Ведмежого острова глибинними бомбами британського бомбардувальника «Свордфіш» з ескортного авіаносця «Віндекс». Інші підводні човни U-703, U-354, U-365 і U-711 також досягли конвою 22 серпня.
Тільки U-394, U-711 і U-365 змогли наздогнати групу «Труц», інші підводні човни відстали занадто далеко за кормою. U-394 використовував УКХ радіопеленгатор для перехоплення голосового обміну інформацією супроводжуючими кораблями. U-363 і U-703 переслідували конвой під водою, інші човни переслідували на певній відстані поза межами досяжності літаків та кораблів прикриття. U-711 вистрілив торпедою FAT по «Архангельську» і Т5 по «Жаркому», які, однак, підірвалися раніше, не досягши цілей. Есмінець «Дерзкий» атакував ворожий підводний човен, але той примудрився втекти. До 24 серпня німецькі субмарини марно намагалися прорватися зону охорони ескорту. Радянська супровідна група у складі есмінців «Баку», «Гремящий», «Громкий» і «Розумний», 2 сторожових кораблів, 4 тральщиків і 4 мисливців за підводними човнами посилила охорону супроводу. З 25 серпня переслідування німецькими підводними човнами припинилося.

## Кораблі та судна конвою JW 59

### Транспортні судна
| Назва                        | Прапор          | Тоннаж (GRT) | Прим.                     |
| ---------------------------- | --------------- | ------------ | ------------------------- |
| British Promise (1942)       | Велика Британія | 8443         |                           |
| Charles A McAllister (1943)  | США             | 7 176        | судно типу «Ліберті»      |
| Charles Dauray (1944)        | США             | 7 176        | судно типу «Ліберті»      |
| Clark Howell (1944)          | США             | 7 198        | судно типу «Ліберті»      |
| David B Johnson (1944)       | США             | 7 198        | судно типу «Ліберті»      |
| Edward H. Crockett (1944)    | США             | 7 176        | судно типу «Ліберті»      |
| Edward L Grant (1943)        | США             | 7 176        | судно типу «Ліберті»      |
| Ellijah Kellog (1943)        | США             | 7 176        | судно типу «Ліберті»      |
| Empire Buttress (1943)       | Велика Британія | 2905         | плавучий кран             |
| F. T. Frelinghusen (1943)    | США             | 7 176        | судно типу «Ліберті»      |
| Fort Glenora (1943)          | Велика Британія | 7 126        |                           |
| Frank Gilbreth (1944)        | США             | 7 176        | судно типу «Ліберті»      |
| Herbrand (1935)              | Норвегія        | 9 108        |                           |
| John La Farge (1943)         | США             | 7 176        | судно типу «Ліберті»      |
| Jose Marti (1943)            | США             | 7 176        | судно типу «Ліберті»      |
| Josephine Shaw Lowell (1944) | США             | 7 176        | судно типу «Ліберті»      |
| Leo J Duster (1943)          | США             | 7 176        | судно типу «Ліберті»      |
| Luculus (1929)               | Велика Британія | 6 546        |                           |
| Nacella (1943)               | Велика Британія | 8 196        | танкер-заправник конвою   |
| Oakley Wood (1944)           | США             | 7 210        | судно типу «Ліберті»      |
| Rathlin (1936)               | Велика Британія | 1 600        | рятувальне судно конвою   |
| Samannan (1944)              | Велика Британія | 7 219        |                           |
| Samcalia (1943)              | Велика Британія | 7 219        | судно замикання конвою    |
| Samconstant (1944)           | Велика Британія | 7 219        |                           |
| Samgara (1943)               | Велика Британія | 7 219        | судно віцекомодора конвою |
| Samidway (1943)              | Велика Британія | 7 210        |                           |
| Samloyal (1944)              | Велика Британія | 7 210        |                           |
| Samlyth (1944)               | Велика Британія | 7 210        |                           |
| Samsuva (1944)               | Велика Британія | 7 219        |                           |
| Samtredy (1943)              | Велика Британія | 7 219        | судно комодора конвою     |
| Silas Weir Mitchell (1943)   | США             | 7 176        | судно типу «Ліберті»      |
| Thomas Donaldson (1944)      | США             | 7 210        | судно типу «Ліберті»      |
| Thomas H Sumner (1944)       | США             | 7 176        | судно типу «Ліберті»      |
| Warren Delano (1944)         | США             | 7 210        | судно типу «Ліберті»      |

### Кораблі ескорту
Позначення
| Назва          | Прапор                                  | Тип корабля                                              | Прим.                                                                        |
| -------------- | --------------------------------------- | -------------------------------------------------------- | ---------------------------------------------------------------------------- |
| «Архангельськ» | Військово-морський флот СРСР            | лінійний корабель типу «Рівендж»                         | британський лінкор «Роял Соверін», переданий до експлуатації радянському ВМФ |
| «Блюбелл»      | Військово-морські сили Великої Британії | корвет типу «Флавер»                                     | 15-25 серпня                                                                 |
| «Камеллія»     | Військово-морські сили Великої Британії | корвет типу «Флавер»                                     | 15-25 серпня                                                                 |
| «Капріс»       | Військово-морські сили Великої Британії | ескадрений міноносець типу «C»                           | 17-25 серпня                                                                 |
| «Шерлок»       | Військово-морські сили Великої Британії | корвет типу «Флавер»                                     | 15-25 серпня                                                                 |
| «Сігнет»       | Військово-морські сили Великої Британії | шлюп типу «Модифікований Блек Свон»                      | 15-25 серпня                                                                 |
| «Ханісакл»     | Військово-морські сили Великої Британії | корвет типу «Флавер»                                     | 15-25 серпня                                                                 |
| «Джамайка»     | Військово-морські сили Великої Британії | Легкий крейсер типу «Коронна колонія»                    | 17-25 серпня                                                                 |
| «Кеппель»      | Військово-морські сили Великої Британії | лідер ескадрених міноносців типу «Шекспір»               | 15-25 серпня                                                                 |
| «Кайт»         | Військово-морські сили Великої Британії | шлюп типу «Модифікований Блек Свон»                      | 15-21 серпня; 21 серпня 1944 року затоплений торпедною атакою U-344          |
| «Лох-Дунвеган» | Військово-морські сили Великої Британії | фрегат типу «Лох»                                        | 15-25 серпня                                                                 |
| «Марна»        | Військово-морські сили Великої Британії | ескадрений міноносець типу «M»                           | 17-25 серпня                                                                 |
| «Мермейд»      | Військово-морські сили Великої Британії | шлюп типу «Модифікований Блек Свон»                      | 15-25 серпня                                                                 |
| «Метеор»       | Військово-морські сили Великої Британії | лідер ескадрених міноносців] типу «M»                    | 17-25 серпня                                                                 |
| «Мілн»         | Військово-морські сили Великої Британії | лідер ескадрених міноносців] типу «M»                    | 17-25 серпня                                                                 |
| «Маскітер»     | Військово-морські сили Великої Британії | ескадрений міноносець типу «M»                           | 17-25 серпня                                                                 |
| «Оксліп»       | Військово-морські сили Великої Британії | корвет типу «Флавер»                                     | 15-25 серпня                                                                 |
| «Пікок»        | Військово-морські сили Великої Британії | шлюп типу «Модифікований Блек Свон»                      | 15-25 серпня                                                                 |
| «Страйкер»     | Військово-морські сили Великої Британії | ескортний авіаносець тип «Боуг»                          | 17-25 серпня                                                                 |
| «Віндекс»      | Військово-морські сили Великої Британії | ескортний авіаносець типу «Наірана»                      | 17-25 серпня                                                                 |
| «Вайтхолл»     | Військово-морські сили Великої Британії | ескадрений міноносець «Модифікований Адміралті» типу «W» | 15-25 серпня                                                                 |

## Підводні човни Крігсмаріне, що брали участь в атаці на конвой
| Назва | Тип     | Командир                                  | Прим. |
| ----- | ------- | ----------------------------------------- | --- |
| U-344 | VII C   | капітан-лейтенант Ульріх Піч              | 21 серпня потопив шлюп «Кайт». 22 серпня потоплений британським бомбардувальником «Свордфіш» з ескортного авіаносця «Віндекс» з усім екіпажем |
| U-354 | VII C   | оберлейтенант-цур-зее Ганс-Юрген Штамер   | не здобув перемоги |
| U-363 | VII C   | капітан-лейтенант Вернер Нес              | не здобув перемоги |
| U-365 | VII C   | капітан-лейтенант резерву Гаймар Ведемеєр | не здобув перемоги |
| U-394 | VII C   | капітан-лейтенант Вольфганг Боргер        | не здобув перемоги |
| U-668 | VII C   | капітан-лейтенант Вольфганг фон Айкштедт  | не здобув перемоги |
| U-703 | VII C   | оберлейтенант-цур-зее Йоахім Брюннер      | не здобув перемоги |
| U-711 | VII C   | капітан-лейтенант Ганс-Гюнтер Ланге       | не здобув перемоги |
| U-997 | VIIC/41 | капітан-лейтенант Ганс Леманн             | не здобув перемоги |